# Emilio Gavira Tomás
Emilio Gavira Tomás (Fuengirola, Màlaga, 14 de desembre de 1964) és un actor espanyol.

## Biografia
Emilio Gavira va néixer a Fuengirola, encara que als pocs anys es va establir amb la seva família a Alcázar de San Juan (Ciudad Real). Físicament, el primer que crida l'atenció d'ell és la seva curta alçada, a causa de l'acondroplàsia que pateix.

## Trajectòria
La seva carrera va començar mentre finalitzava els seus estudis com a baríton a l'Escola Superior de Canto de Madrid, alternant papers com a cantant d'Òpera i Sarsuela amb uns altres d'actor de teatre, cinema i televisió.
Com a actor de cinema ha participat en nombroses pel·lícules, com El milagro de P. Tinto, de Javier Fesser, on va fer el paper d'un dels marcians; també de Javier Fesser, en la seva pel·lícula Camino, a Mortadel·lo i Filemó, en el paper de Rompetechos; El puente de San Luis Rey, al curt premiat El Gran Zambini, en el paper protagonista, o en el divertidíssim curt I Love Cine Rambla, que es va poder veure per Festivals nacionals i internacionals i on és l'únic protagonista. Entre els seus treballs més recents per a cinema figuren l'aclamada i premiada pel·lícula dels joves realitzadors Caye Casas i Albert Pintó Matar a Dios, Guarda in alto, i El fotògraf de Mauthausen (2018).
A televisió ha participat en sèries com Agente 700, El fin de la comedia, Manos a la obra, ¡Ala... Dina! o Mira lo que has hecho, de Berto Romero . O recentment, a Olmos y Robles de RTVE, Cuéntame, La que se avecina tele 5 i per Movistar+ El Cielo puede esperar.
I en teatre ha representat papers com a actor i cantant en produccions com Carmen, ópera sangrienta (de Bizet y Merimée) (1998), de Gustavo Tambascio; Los misterios de la ópera (2000) amb Carles Alfaro; Pelo de tormenta, de Francisco Nieva; Black el payaso, al Teatro Español (2006); o, més recentment s Divinas palabras, de Valle-Inclán, amb la companyia del Centro Dramático Nacional i Enrique VIII y la cisma de Inglaterra, de Calderón de la Barca, amb la Compañía Nacional de Teatro Clásico, Enigma Pessoa amb David Luque estrenada al Teatro de la Abadía, dirigit per Pablo Viar.

## Títulos y Premios
- És membre de l'Acadèmia de les Ciències Cinematogràfiques i membre de l'Acadèmia de les Arts Escèniques.
- Premi Ercilla de Teatre com a millor actor de repartiment per "La Caída de los Dioses" dirigida per Tomas Pandur.[3]
- Premi San Pancracio del Festival de Cinema de Cáceres.
- Ha estat nominat al Goya com a millor actor revelació pel seu paper en la pel·lícula Blancaneu.
- Premi a la Millor Interpretació de llargmetratge en la sisena edició del Festival Internacional de Cinema de Gáldar (FIC Gáldar).[4]